# Jacob Lucius, o Velho
Jacob Lucius, o Velho (1530-1597) (*  Kronstadt (Siebenbürgen), 1530 † Helmstedt, Outubro de 1597) foi um livreiro, tipógrafo e ilustrador alemão. Em 21 de Novembro de 1578 foi nomeado primeiro livreiro da Universidade de Helmstedt por Júlio, Duque de Braunschweig-Wolfenbüttel (1528-1589), fundador da universidade.

## Ilustrações
- Cristo abençoando as crianças, 1555, Boston (Massachusetts), Museum of Fine Arts
- Alegoria da Embriaguez, segunda metade do século XVI, Gotha, Schlossmuseum
- Imagem de Cristo redentor, 1550, Braunschweig, Herzog Anton Ulrich Museum, Kupferstichkabinett
- O Filho Pródigo], Berlin, Kupferstichkabinett
- Adão e Eva sendo perdoados segundo ensinamento de São Bernardo, 1556, Berlin, Kupferstichkabinett
- As sete artes liberais - Viena, Coleção Albertina de Artes Gráficas
- Eis aqui o homem - Viena, Coleção Albertina de Artes Gráficas